# Asarum inflatum
Asarum inflatum C.Y.Chen & C.S.Yang – gatunek rośliny z rodziny kokornakowatych (Aristolochiaceae Juss.). Występuje naturalnie w Chinach – w prowincjach Anhui oraz Syczuan (północno-wschodnia część).

## Morfologia
PokrójBylina z pionowymi kłączami o średnicy 2–3 mm.
LiściePojedyncze, mają kształt od owalnego do niemal oszczepowatego. Mierzą 4–11 cm długości oraz 5–11 cm szerokości. Są mniej lub bardziej owłosione od spodu. Blaszka liściowa jest o nasadzie zbiegającej po ogonku i ostrym wierzchołku. Ogonek liściowy jest mniej lub bardziej owłosiony i dorasta do 7–10 cm długości.
KwiatySą promieniste, obupłciowe, pojedyncze. Okwiat ma purpurową barwę i dzwonkowato okrągły kształt, silnie zwężonym w jego środkowej części, dorasta do 3–4 cm długości oraz 3–4,5 cm szerokości. Listki okwiatu mają owalny kształt i są óżowawe u podstawy. Zalążnia jest niemal dolna z wolnymi słupkami.

## Biologia i ekologia
Rośnie w wilgotnych lasach oraz na terenach skalistych. Kwitnie w maju.